# Вокеша (містечко, Вісконсин)
Вокеша (англ. Waukesha) — місто (англ. town) в США, в окрузі Вокеша штату Вісконсин. Населення — 8457 осіб (2020).

## Демографія
Згідно з переписом 2010 року, у місті мешкали 9133 особи в 3313 домогосподарствах у складі 2775 родин. Було 3382 помешкання
Расовий склад населення:
| - 95,7 % — білих - 1,7 % — азіатів - 0,5 % — чорних або афроамериканців - 0,3 % — корінних американців |

До двох чи більше рас належало 1,0 %. Частка іспаномовних становила 3,7 % від усіх жителів.
За віковим діапазоном населення розподілялося таким чином: 23,3 % — особи молодші 18 років, 63,2 % — особи у віці 18—64 років, 13,5 % — особи у віці 65 років та старші. Медіана віку мешканця становила 45,8 року. На 100 осіб жіночої статі у місті припадало 101,0 чоловіків;  на 100 жінок у віці від 18 років та старших — 100,5 чоловіків також старших 18 років.
Середній дохід на одне домашнє господарство  становив 114 815 доларів США (медіана — 96 281), а середній дохід на одну сім'ю — 128 283 долари (медіана — 105 128). Медіана доходів становила 73 519 доларів для чоловіків та 47 780 доларів для жінок. За межею бідності перебувало 3,4 % осіб, у тому числі 1,0 % дітей у віці до 18 років та 3,5 % осіб у віці 65 років та старших.
Цивільне працевлаштоване населення становило 4869 осіб. Основні галузі зайнятості: освіта, охорона здоров'я та соціальна допомога — 18,9 %, виробництво — 18,6 %, роздрібна торгівля — 12,6 %, науковці, спеціалісти, менеджери — 10,0 %.